# Olive McKean

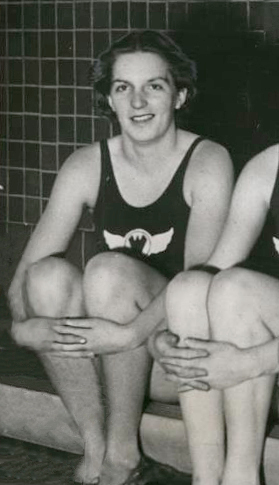
Olive McKean (1936)

Mary Olive McKean, nach Heirat Olive Mucha, (* 10. August 1915 in Chehalis, Washington; † 31. März 2006 in Troutdale, Oregon) war eine Schwimmerin aus den Vereinigten Staaten, die eine olympische Bronzemedaille gewann.

## Karriere
Olive McKean war 1934 Hallenmeisterin der Amateur Athletic Union über 100 Yards Freistil, 1934 und 1935 gewann sie den Freilufttitel über 100 Meter Freistil. 1936 belegte McKean bei den US-Ausscheidungswettkämpfen für das Olympiateam den dritten Platz über 100 Meter Freistil. Bei den Olympischen Spielen 1936 in Berlin erreichten Olive McKean und Katherine Rawls das Finale und belegten dort den sechsten und siebten Platz. Die 4-mal-100-Meter-Freistilstaffel mit Mavis Freeman, Bernice Lapp, Olive McKean und Elizabeth Ryan erreichte das Finale in 4:47,1 Minuten und war damit die drittschnellste Staffel. Im Endlauf schwammen Katherine Rawls, Bernice Lapp. Mavis Freeman und Olive McKean in 4:40,2 Minuten auf den dritten Platz hinter den Niederländerinnen und den Deutschen.
Olive McKean schwamm für den Washington Athletic Club in Seattle.